# Rouven Sattelmaier
Rouven Kai Sattelmaier, född 7 augusti 1987 i  Ludwigsburg i södra Tyskland, är en tysk före detta fotbollsmålvakt.

## Ungdomskarriär
Sattelmaier började sin karriär 1997 i ungdomslaget TSV Affalterbach, År 2000 scoutades han över till VfB Stuttgarts juniorlag. Efter ett år där juniorlag såldes han till SGV Freiberg. Han spelade i 2 år där innan han gick till Stuttgarter Kickers år 2003. Under säsongen 2004/2005 vann han södra tyska mästerskapet med Stuttgarter Kickers och flyttade sedan till SSV Jahn Regensburg.

## Seniorkarriär
På vintern 2006 gick Sattelmaier till SSV Jahn Regensburgs reservlag där han spelade sina första två år på professionell nivå. I november 2008 kallades han upp till 3. Liga, på grund av en skada på målvakten Bastian Becker. Den 25 mars 2010 undertecknade han ett tvåårigt avtal med det tyska storklubben FC Bayern München som målvakt för andra laget där han fick dela målvaktsrollen Maximilian Riedmüller.